# Parachtes inaequipes
Parachtes inaequipes là một loài nhện trong họ Dysderidae.
Loài này thuộc chi Parachtes. Parachtes inaequipes được Eugène Simon miêu tả năm 1882.